# Emmett Leith
Emmett Norman Leith (* 12. März 1927 in Detroit; † 23. Dezember 2005 in Ann Arbor) war ein US-amerikanischer Physiker und Pionier der Holografie.
Leith studierte Physik an der Wayne State University (Bachelorabschluss 1949, Masterabschluss 1952). Ab 1953 forschte er am Synthetic Aperture Radar am Institute for Science and Technology der University of Michigan in Willow Run. Er war Professor für Elektrotechnik und Informatik an der University of Michigan. Er starb kurz vor seinem geplanten Ruhestand an inneren Blutungen.
1978 erhielt er einen Doktor in Elektrotechnik an der Wayne State University.
Leith stellte Anfang der 1960er Jahre mit seinem Kollegen in Michigan Juris Upatnieks erste Hologramme her. 1964 präsentierten sie das erste dreidimensionale Hologramm auf der Frühlings-Tagung der Optical Society of America, das Bild einer Spielzeugeisenbahn mit Vögeln. Die Ideen dazu entstanden schon vor der Erfindung des Lasers in seiner Arbeit an militärischen Radaranlagen (Synthetic Aperture Radar für Luftaufklärung). Von Dennis Gábors Ideen, die dieser in Zusammenhang mit der Verbesserung von Elektronenmikroskopen in den 1940er Jahren entwickelte, damals aber noch nicht zufriedenstellend umsetzen konnte, erfuhr Leith erst später (um 1962). Leith und Upatnieks verwendeten einen Laser und teilten den Strahl in einen Objekt- und Referenzstrahl mit jeweils verschiedenen Richtungen auf (Off-Axis-Holography), eine Idee die der Radarentwicklung entstammt und mit der sie das Problem der Doppelbilder aus frühen Versuchen zur Holografie vermeiden konnten.
1960 erhielt er den Morris N. Liebmann Memorial Award der IEEE und 1969 die Ballantine Medal. 1979 erhielt er die National Medal of Science, 1985 die Frederic Ives Medal, 1975 den R. W. Wood Prize und 1983 den Dennis Gabor Preis der SPIE (mit Juri Nikolajewitsch Denisjuk).
Er war verheiratet und hatte zwei Töchter.
Ihm zu Ehren ist die Emmett Leith Medal der Optical Society of America benannt.